# Prenanthes carrii
Prenanthes carrii là một loài thực vật có hoa trong họ Cúc. Loài này được Singhurst, O'Kennon & W.C.Holmes mô tả khoa học đầu tiên năm 2004.